# Dielocroce alfierina
Dielocroce alfierina là một loài côn trùng trong họ Nemopteridae thuộc bộ Neuroptera. Loài này được Navás miêu tả năm 1926.